# Matusiw
Matusiw (ukr. Матусів, hist. pol. Matusów) – wieś na Ukrainie, w obwodzie czerkaskim, w rejonie zwinogródzkim, siedziba hromady. W 2024 liczyła 3228 mieszkańców.

## Urodzeni
- Ołeksandr Bahacz